# 더 리투얼 (영화)
더 리투얼(The Ritual)은 영국에서 제작된 데이비드 브루크너 감독의 2017년 공포 영화이다. 레이프 스폴 등이 주연으로 출연하였고 조너선 캐번디시 등이 제작에 참여하였다.

## 출연

### 주연
- 레이프 스폴
- 아셔 알리
- 롭 제임스콜리어

### 조연
- 샘 트라우턴
- 폴 레이드
- 매슈 니덤

## 제작진
- 총괄프로듀서: 제이비어 마섄드
- 총괄프로듀서: 필 로버트슨
- 총괄프로듀서: 윌 테넌트
- 공동프로듀서: 파트리치아 포이에나루